# Larry Semon Productions
Larry Semon Productions est une société de production cinématographique américaine créée en 1920 par Larry Semon destinée à produire ses propres films.

## Films produits par Larry Semon Productions
- 1920 : Zigoto garçon de théâtre (The Stage Hand)
- 1921 : Zigoto boulanger (The Bakery)
- 1921 : Zigoto encaisseur (The Rent Collector)
- 1921 : The Fall Guy
- 1921 : The Bell Hop
- 1922 : The Sawmill
- 1922 : The Show
- 1922 : A Pair of Kings
- 1922 : Golf
- 1922 : The Agent (en)
- 1922 : The Counter Jumper
- 1923 : No Wedding Bells
- 1923 : The Barnyard
- 1923 : The Midnight Cabaret
- 1923 : The Gown Shop
- 1923 : Lightning Love
- 1923 : Horseshoes (en)
- 1924 : Trouble Brewing
- 1924 : Kid Speed
- 1926 : Stop, Look and Listen
- 1927 : Spuds